# Toxofal de Cima
Toxofal de Cima é uma aldeia da freguesia de Lourinhã.